# James George Frazer
(James G. Frazer, Il ramo d'oro (The Golden Bough), traduzione di Lauro De Bosis, Giulio Einaudi editore, 1950.)
Sir James George Frazer (Glasgow, 1º gennaio 1854 – Cambridge, 7 maggio 1941) è stato un antropologo e storico delle religioni scozzese.
È fondamentale il suo contributo all'antropologia culturale e alla storia delle religioni.

## Biografia
Nato a Glasgow nel 1854, ha frequentato il Trinity College di Cambridge dove, per compiacere il padre, conseguì la laurea in legge. Dopo aver letto il saggio "Cultura Primitiva" (1871) del padre dell'antropologia culturale Tylor, si avvicinò alla disciplina antropologica come studioso "da tavolino", offrendo molte informazioni sul sistema di pensiero magico delle società primitive. Muore a Cambridge nel 1941.
James Frazer scrisse Il ramo d'oro (pubblicato in prima edizione nel 1890), opera monumentale in cui espose la sua teoria sulla magia, intesa come inizio di un complesso percorso che la vede evolversi prima nella religione e poi nella scienza. Definisce la magia come un fenomeno di simpatia tra le cose, capace di instaurare legami per omeopatia (cioè similitudine, come nel caso dei riti vudù) o contagio (due cose in contatto fra di loro continuano ad avere un influsso l'una sull'altra anche dopo essere state separate).
È importante anche la teoria che sviluppa a proposito del dio morente, un tema che Frazer individua all'interno di numerose religioni, a partire dagli studi di Wilhelm Mannhardt, che vede la divinità coinvolta in una vicenda in cui perderà la vita, per poi riacquistarla nuovamente in un momento successivo. Ne sono esempi le vicende mitiche di Osiride, Dioniso, Attis, Adone, Baal, etc.
Il tema centrale da cui si sviluppa Il ramo d'oro è la vicenda del Rex Nemorensis, sacerdote di Diana nel tempio di Nemi, sopravvivenza di un antico culto all'interno del contesto storico dell'antica Roma. Secondo l'interpretazione di Frazer, egli agisce sulla natura e sulla fertilità per i suoi poteri simpatici (propri della magia simpatica di cui sopra) e ha un ruolo sociale fondamentale per la comunità che vi circola attorno. Per difenderne l'integrità fisica essa ha stabilito un sistema di tabù finalizzato a proteggerlo, mentre l'integrità spirituale viene garantita dal trasferimento simbolico in un'anima esterna (il ramo d'oro). Al sopraggiungere della decadenza fisica del re mago, non più adatto al suo ruolo sociale, la successione viene determinata dall'uccisione rituale del rex nemorensis da parte di uno sfidante, che lo deve uccidere in duello dopo aver spezzato il ramo del boschetto di Diana.

Secondo il giornalista britannico Henry Noel Brailsford, Frazer ha contribuito a formare il pensiero del Novecento, come Karl Marx e Sigmund Freud, oltre che di Charles Darwin, del quale Frazer si considerava discepolo e continuatore. Ma proprio il metodo "darwiniano" applicato alla storia delle religioni gli attirò le critiche di Ludwig Wittgenstein, secondo il quale Frazer:
e poco più oltre:

## Stadi di sviluppo
Frazer applicò lo schema evoluzionistico allo studio delle forme di conoscenza e organizzazione del mondo.
1. Lo stadio della Magia: i popoli antichi cercavano di dominare le forze della natura tramite la magia.
2. Lo stadio della Religione: i popoli si affidavano agli dèi. Sia questo stadio che il primo, per Frazer, erano inefficaci perché impedivano all'uomo di comprendere davvero il mondo naturale.
3. Lo stadio della Scienza: ovvero la scienza moderna dell'epoca industriale che aveva la capacità di spiegare concretamente e controllare la realtà.

## Racconti sull'origine della morte
Frazer raccolse alcuni racconti provenienti da diverse parti dell'Impero Britannico e li divise in quattro categorie generali:
1. Racconto dei Due Messaggeri
2. Racconto della Luna Calante e della Luna Crescente
3. Racconto del Serpente e del cambio della muta
4. Racconto del Banano

### Racconto dei Due Messaggeri
Questo tipo di racconto è diffuso in Africa. Si narra di due messaggi inviati dall'essere supremo al genere umano: un messaggio di vita eterna e uno di morte. Il messaggero che porta il messaggio di vita eterna ritarda nel suo cammino e quindi il messaggio di morte viene ricevuto per primo.

## Pubblicazioni
Alcune opere tradotte in lingua italiana:
- James Frazer, Il ramo d'oro. Storia del pensiero primitivo: magia e religione (3 volumi), collana Le conquiste del pensiero, traduzione di Lauro De Bosis, n. 1, 1ª ed., Roma, Alberto Stock Editore, 1925, ISBN non esistente.
- James Frazer, Sulle tracce di Pausania, Adelphi 1994;
- James Frazer, La crocifissione di Cristo, seguito da La crocifissione di Aman di Edgar Wind, a cura di Andrea Damascelli, Quodlibet, 2007.